# Vignoble de la Barossa Valley
Le vignoble de la Barossa Valley est une des plus anciennes régions viticoles d'Australie. Il est situé en Australie Méridionale, dans la vallée de la Barossa à 56 km au Nord-Est d'Adélaïde.

## Histoire

### Milieu du XIXesiècle: l'installation du vignoble

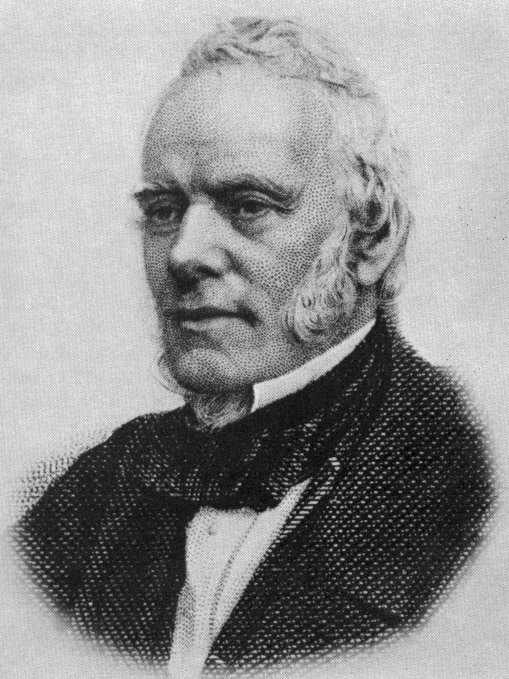
George Angas, de l'expédition qui amena des fermiers d'origine germanique dans la Barossa.

En décembre 1837, William Light mène une expédition, en 1839 son assistant William Jacob l'inspecte dans le cadre d'un examen plus large de la région de la Barossa. William Light choisi le nom d'après le nom de la bataille de Barrosa, qui a pu par la suite être une erreur de transcription en « Barossa ».
En 1841, la South Australian Company affrète trois bateaux sous les ordres de George Fife Angas, un de ses actionnaires. Ils promettent un passage assuré et des terres dans la Barossa Valley aux réfugiés silésiens persécutés par les Prussiens,, et qui sont volontaires pour aider à l'établissement de la colonie. Près de cinq cents familles acceptent l’offre et s'installent dans la Barossa Valley. Après avoir essayé différents terrains pour l'agriculture, ils trouvent la vallée fertile et chaude de la Barossa. Elle est idéale pour la viticulture, mais les compétences limitées des fermiers mènent à de longues périodes d'essais et d'erreurs, étant issus de régions ou la tradition viticole n’existe pas. Alors que d'autres régions viticoles d'Australie sont sous l'influence anglaise, la Barossa est fondée par des immigrés d'origine germanique.
Le Riesling est un des premiers cépages d'intérêt pour les fermiers de la Barossa Valley, étant originaire de la région du Rhin. Le terroir et le climat continental chaud de la Barossa contribuent à la production de raisins très murs, donnant des vins chargés en alcool et tournant souvent au brun. Une partie de ce vin est éventuellement distillée en brandy. Ces facteurs introduisent une période pivot dans la production des vins australiens fortifiés, qui coïncide avec la plantation de cépages rouges, la syrah et le grenache. Ces vins de style « Porto » deviennent le fer de lance de l’industrie viticole dans la Barossa pour des décennies.

### Milieu du XXesiècle: Le déclin de la reconnaissance
La filière viticole australienne se tourne au milieu du XXe siècle vers des vins rouges de table de qualité supérieure, fait à partir de cabernet sauvignon principalement, qui devient beaucoup plus populaire que la syrah dans le monde du vin à l'époque. La Barossa Valley tombe alors en désuétude en raison de sa réputation d'être majoritairement productrice de syrah dont les vignerons destine la production à des vins d'assemblage. La région est alors considérée comme de qualité inférieure comparée aux régions plus fraîches comme celles de la Coonawarra et du Padthaway. Durant cette période le nom de Barossa Valley apparaît rarement sur les étiquettes.

### Fin du XXesiècle: La considération internationale
Dans les années 1980, l'émergence de plusieurs cavistes familiaux spécialisés dans les vins de syrah issus de vieilles vignes commence à attirer l'attention internationale, avec le style de vins de syrah, rouge, structuré avec de riches notes d'arômes de chocolat et d'épices. Ils sont reconsidérés notamment parce qu’ils se distinguent par le style propre, différent des syrahs de Côte-rôtie, Châteauneuf-du-Pape ou du vignoble de Californie. Cela permet une renaissance dans la Barossa Valley, qui est catapultée au premier rang de la filière viticole australienne selon Jancis Robinson.

### Début du XXIesiècle: L’attachement à la qualité
En février 2011, le Premier Ministre Mike Rann annonce qu'une législation serait introduite pour protéger le patrimoine unique de la Barossa et de la McLaren Vale :

« Barossa and McLaren Vale food and wine are key icons of South Australia. We must never allow the Barossa or McLaren Vale to become suburbs of Adelaide. »

« La gastronomie et le vin de la Barossa et de la McLaren Vale sont des icônes clés de l'Australie Méridionale. Nous ne devons jamais laisser la Barossa et la McLaren Vale devenir des banlieues d'Adélaïde. ».
Le Character Preservation (Barossa Valley) Act 2012, définissant la préservation de la Barossa Valley est passé au parlement d'Australie Méridionale.

## Vignoble

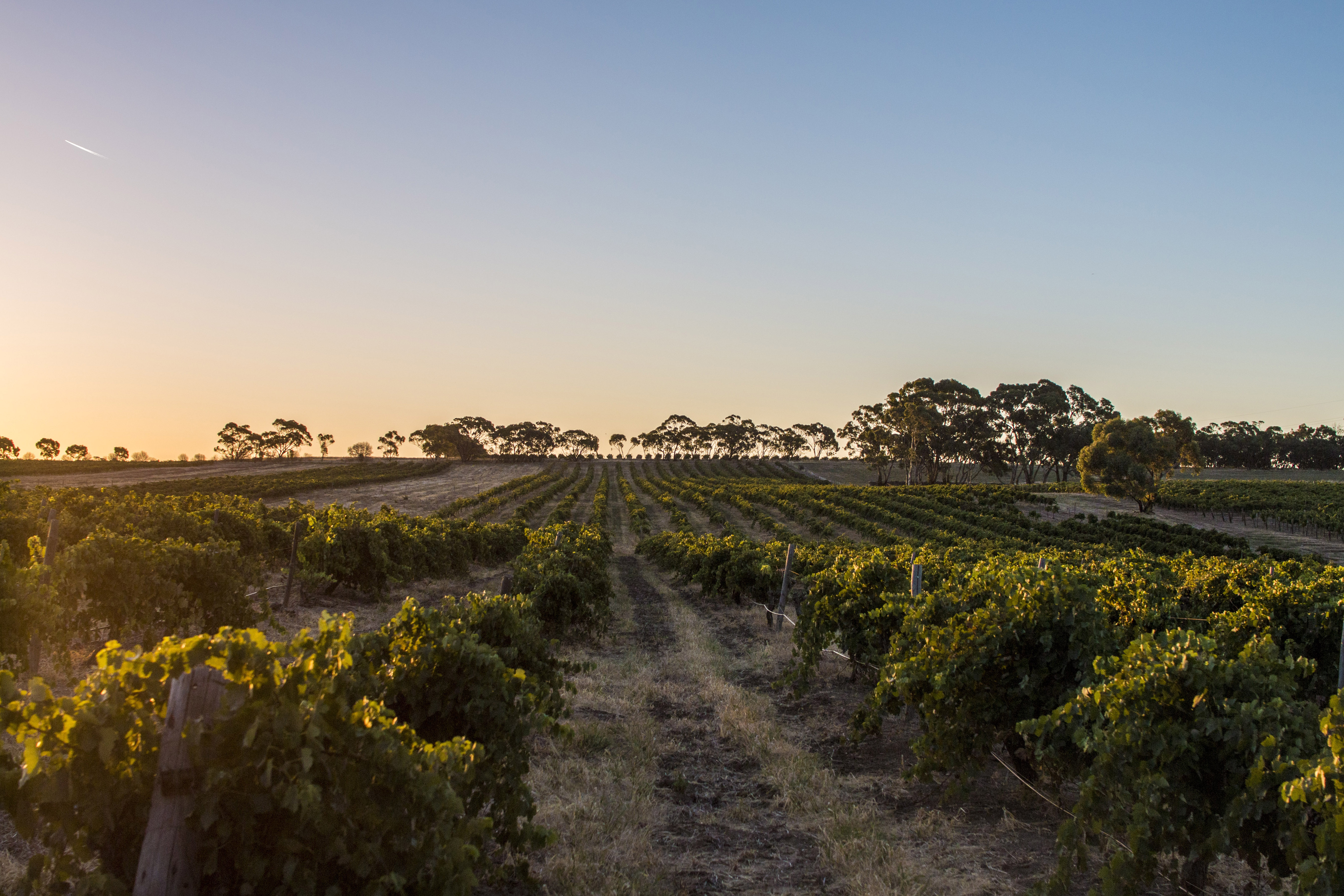
Vignoble dans la zone de Marananga.

Parmi les vignobles les plus anciens, il y a, dans la Barossa Valley, celui de Langmeil dont les syrahs ont été plantées en 1843. La Barossa Old Vine Charter a été établie pour protéger les vieilles vignes de la région et empêcher leur arrachage.
Plusieurs vignes de syrah dans la région sont vieilles de dizaines d'années, voir centenaires avec des vignobles plantés il y a 100 - 150 ans. Turkey Flat, a Tanunda, possède les plus vieilles vignes encore en production et dont les vins sont commercialisés, plantées en 1847.

### Climat

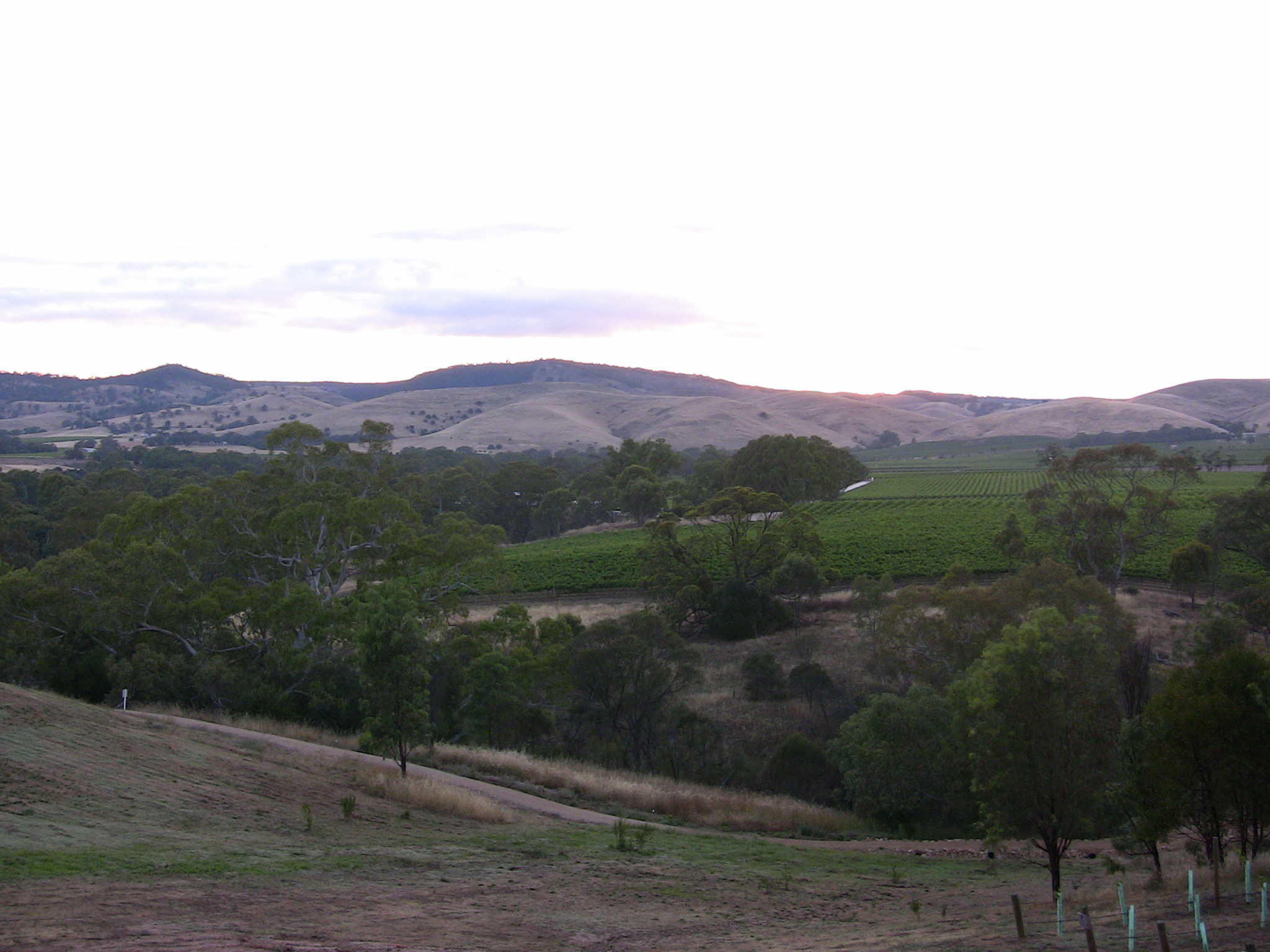
Les bas de collines des Barossa Ranges offrent des macroclimats assez différents de ceux dans la plaine.

On retrouve un climat continental, chaud et sec, avec une pluviométrie relativement normale, mais des séries de combes et de coteaux produisent de nombreux macroclimats. Les températures sont très chaudes dans la vallées, et varient vers des températures plus fraîches au fur et à mesure de l’élévation en altitude, et plus au Nord de la vallée. En dépit de sa réputation de région au climat chaud, certains climats sont similaires à ceux de la Margaret River, en Australie Occidentale, la Barossa ayant une plage de températures diurnes plus large. La somme des températures journalières pendant le cycle de croissance de la vigne entre octobre et avril, la région reçoit une somme de 1 710 °C. La moyenne des températures pendant la phase de maturation en janvier est de 21,4 °C. Les précipitations pendant la période de croissance sont en moyenne de 160 mm, l'humidité relative autour de 39%.

### Encépagement

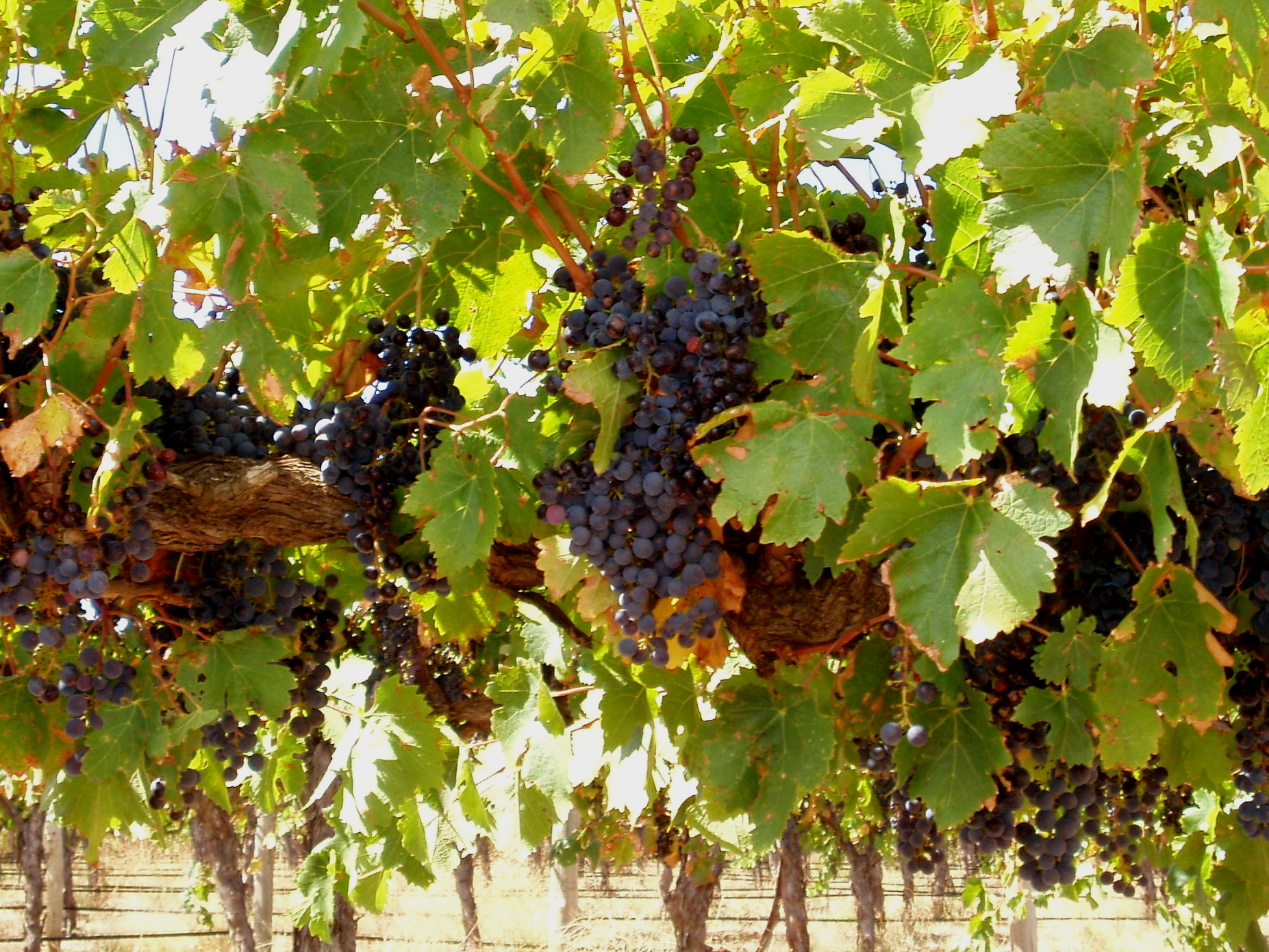
Raisins de la Barossa Valley.

La région de Barossa produit 68 % de vins rouges et 32 % de blancs.
La vallée est connue pour ses vins rouges faits à partir de cépages syrah, aussi appelée « shiraz » localement, qui est adaptée à la Barossa Valley. Le riesling est implanté historiquement par l'arrivée des fermiers germaniques, de nombreux rieslings sont simplement étiquetés « Barossa » qui peuvent inclure des raisins venant de l'Eden Valley. Cette région limitrophe à l'est de la Barossa est réputée pour le riesling. Cet étiquetage est autorisé comme indication géographique, considérant la production dans la « Barossa Zone », comprenant les deux régions viticoles.
Le Sémillon, raisin blanc ordinairement, qui est planté dans la Barossa a développé une variation génétique présentant une pellicule rose. Ce clone se distingue du sémillon originaire de France, ou de la Hunter Valley dans la Nouvelle Galles du Sud.
Cépages cultivés :
- Rouges : syrah ou shiraz, cabernet sauvignon, merlot, grenache, Mourvèdre aussi appelé localement Mataro.
- Blancs : sémillon, chardonnay, riesling, roussanne, marsanne, viognier, et muscat de frontignan[14].

### Pédologie
Les sols sont loam-argileux à sableux, la présence de pépites de fer peut se retrouver dans certaines parcelles.

### Viticulture

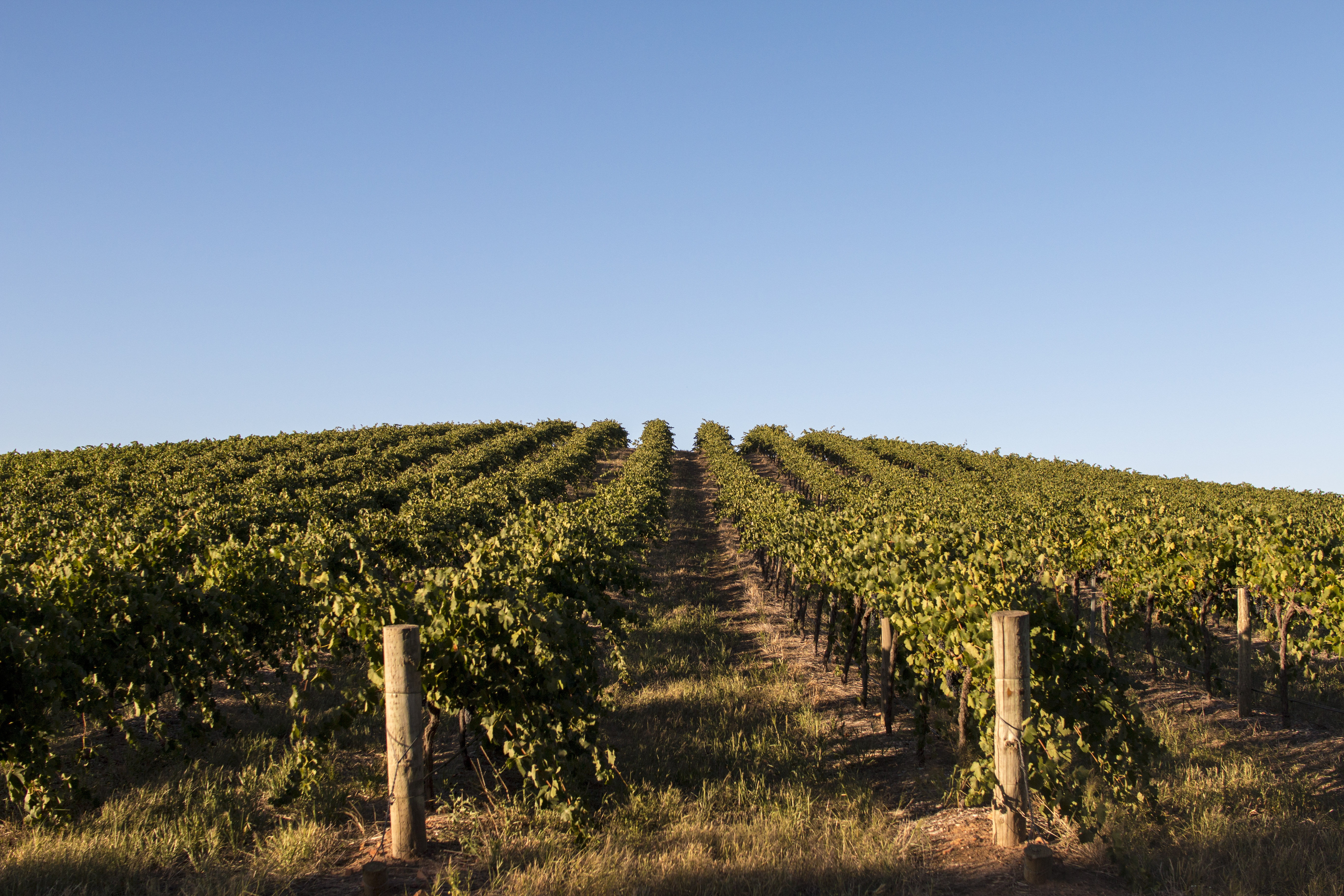
Vignoble de la Barossa Valley.

Le vignoble est taillé en gobelet pour les vignes anciennes notamment, en double cordon de Royat, voire en double cordon sur deux étages.
La plus grande partie de la Barossa Valley a recours à l'irrigation pour suppléer les faibles précipitations de la région pendant la période de croissance. Le nombre de forages et la quantité d'eau prélevée est strictement régulée pour les vignobles. L'irrigation est donc fréquemment utilisée, sauf pour quelques vieilles vignes sur le côté ouest de la vallée, légèrement plus frais. L’augmentation du stress hydrique pour les vignes non irriguées, couplée à des faibles rendements naturels des vieilles vignes, tendent à produire les plus raisins les plus concentrés de la vallée, rentrant fréquemment dans les meilleures cuvées.
La vendange commence généralement en février, et peut être effectuée de nuit pour avoir des températures fraîches.

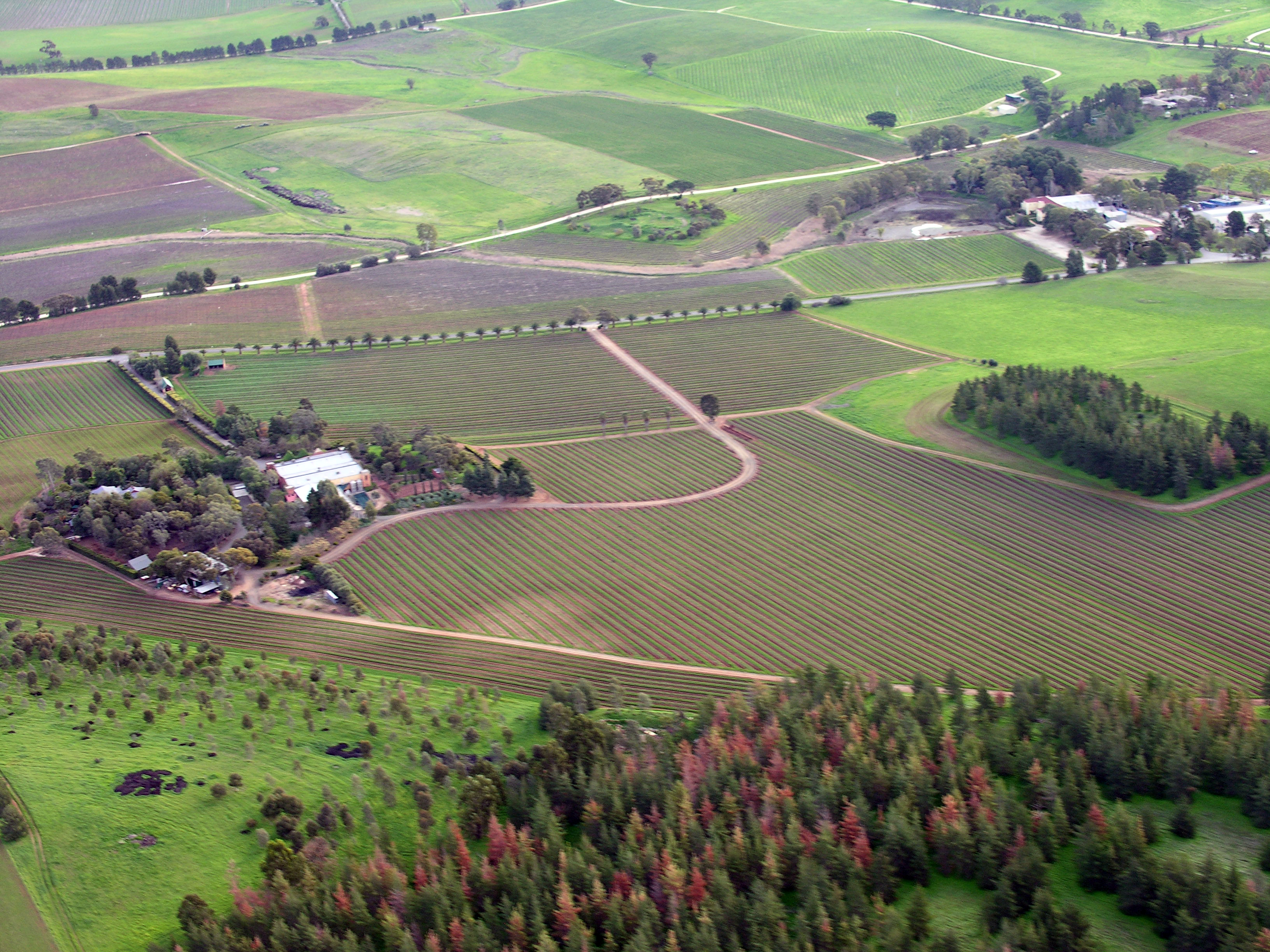
Vignoble de la Barossa.
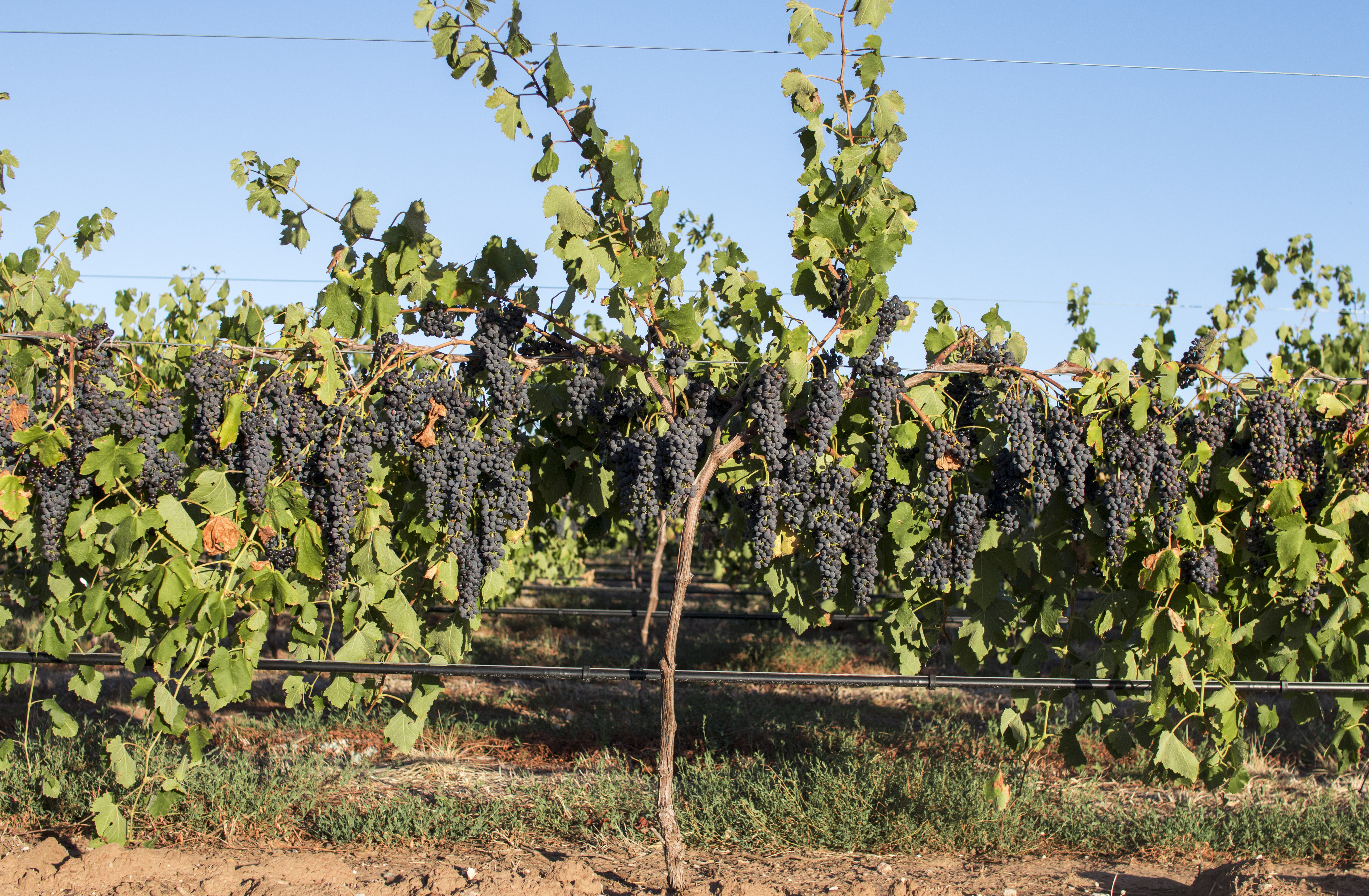
Cep de vigne avec une charge importante, Barossa Valley.
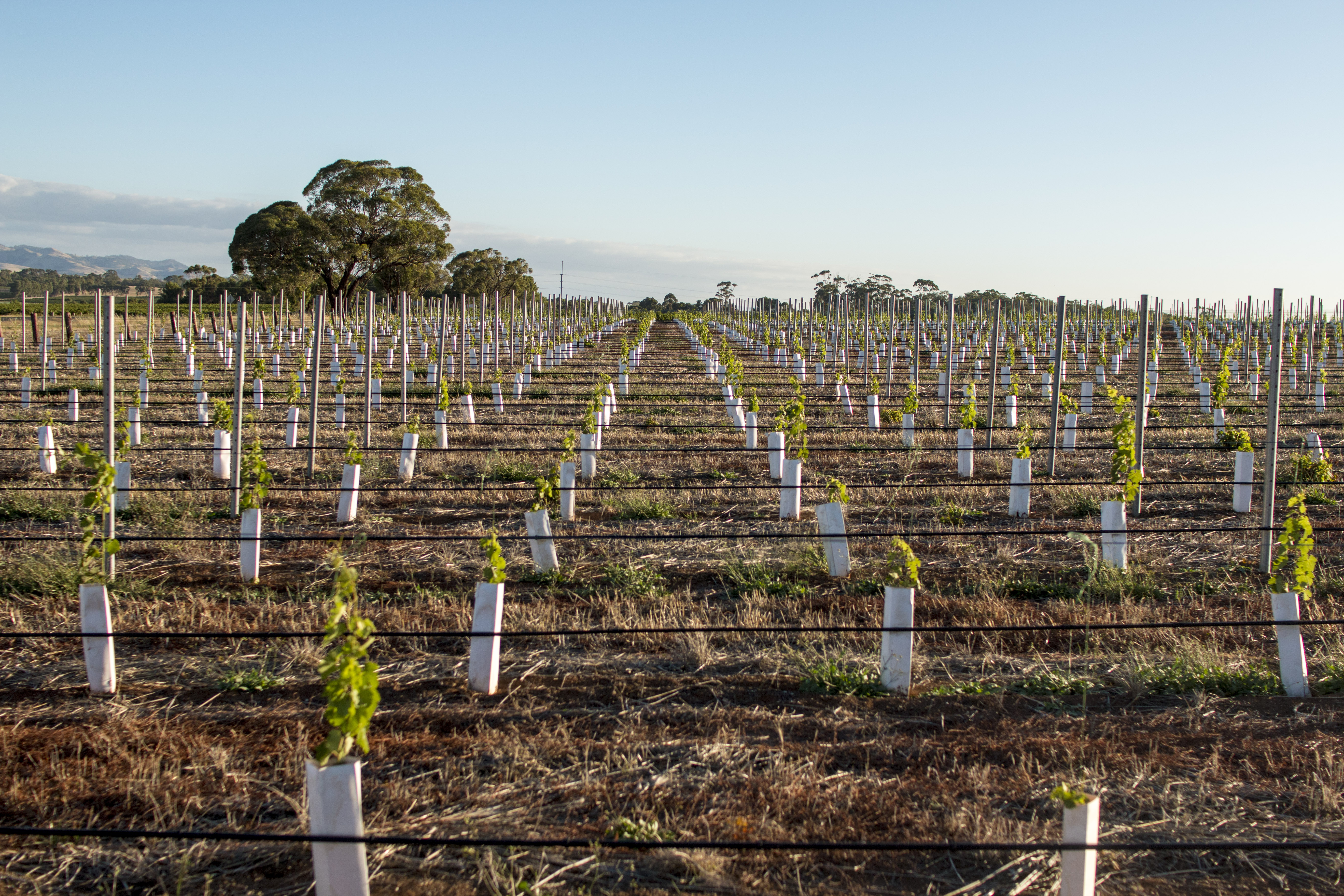
Plantation dans la Barossa Valley.
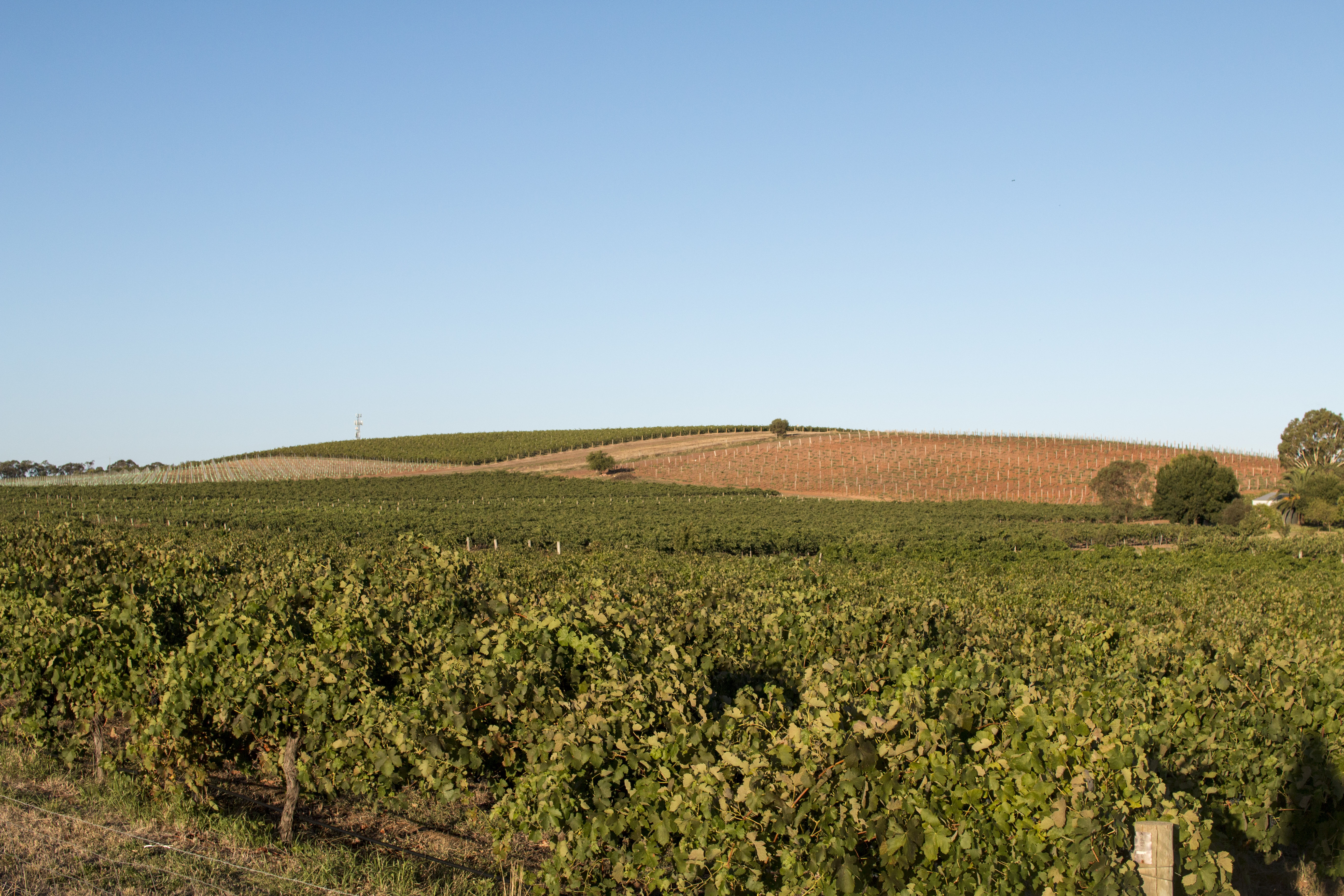
Vignoble de la Barossa Valley.
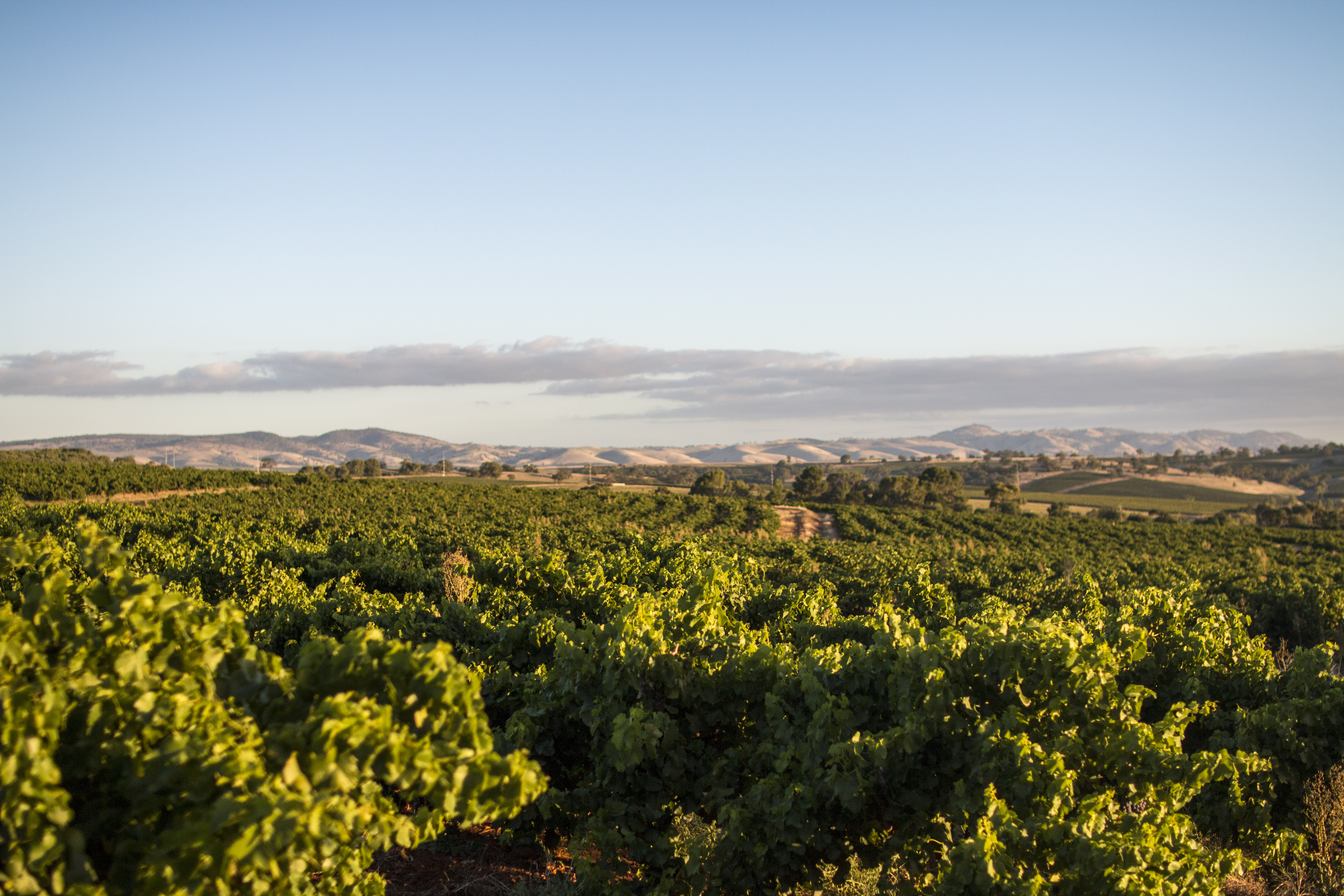
Vignoble de la Barossa Valley.
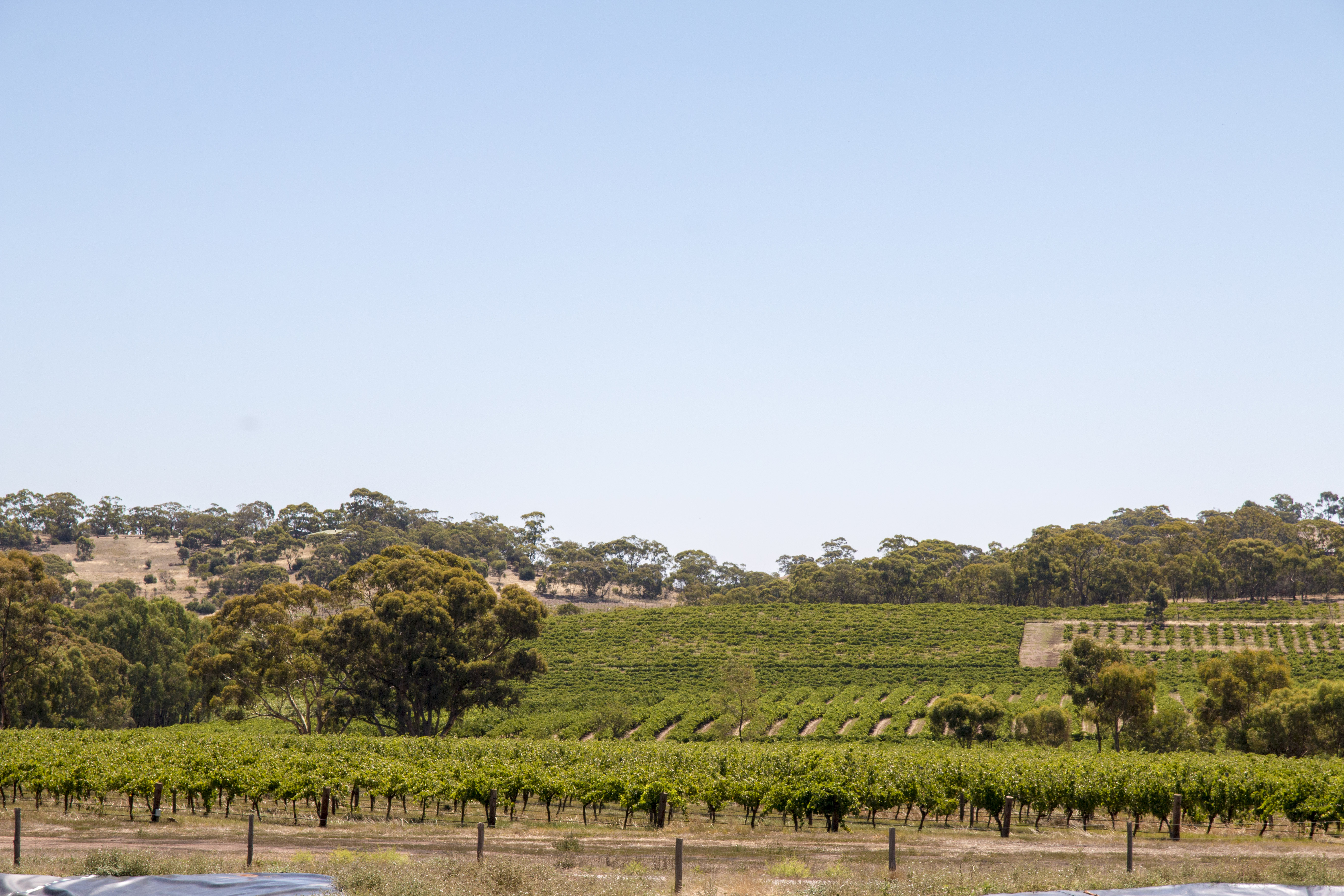
Vignoble proche de Torbreck.
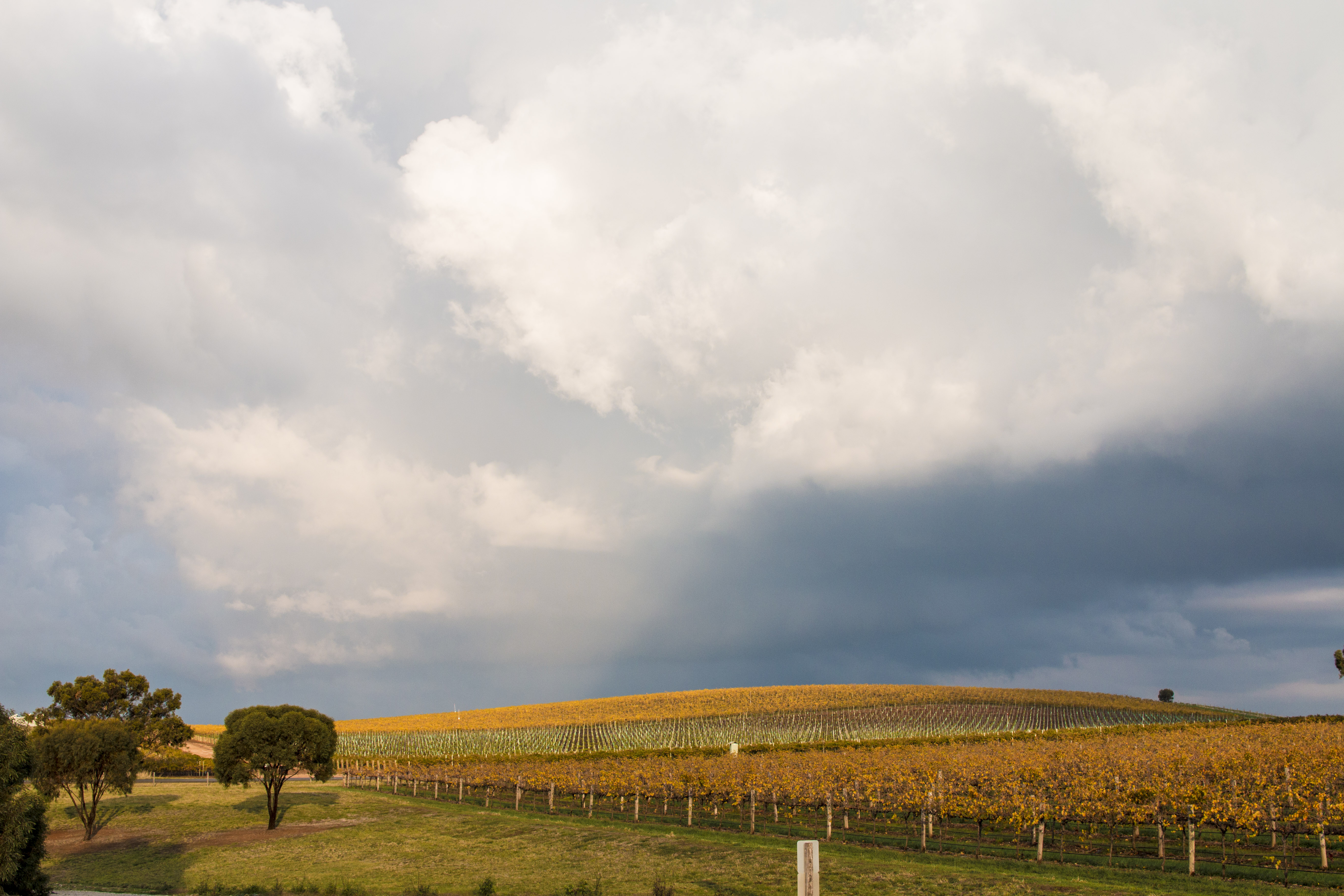
Vignoble en automne.
Vignoble en automne.
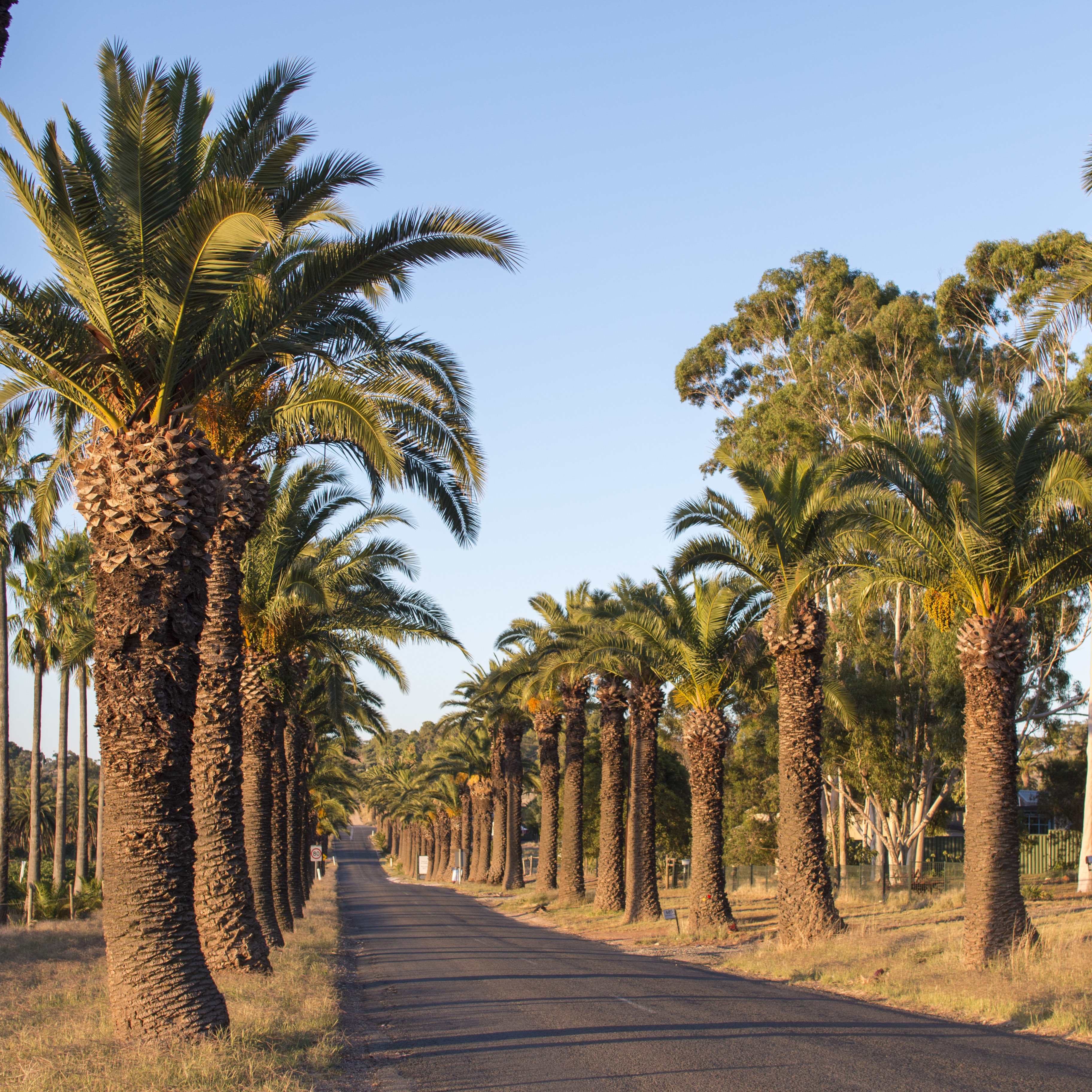
Les palmiers et eucalyptus sont également adaptés au climat local chaud.

## Vins

### Vinification
Le climat chaud de la Barossa donne généralement des raisins murs assez facilement, avec des taux de sucres élevés et des taux d'acidité bas. En conséquence, l'acidification est fréquemment pratiquée pour équilibrer les vins. Les hauts taux d'alcools dans les vins peuvent parfois être diminués, en utilisant par exemple l'osmose inverse, ou le mouillage des moûts. Historiquement, les vignerons de la Barossa pratiquent sur les rouges des macérations très courtes, qui limite l’extraction des composés présents dans les pellicules afin de ne pas avoir de vins trop riches. Souvent le marc est pressé et le vin soutiré avant même que la fermentation soit complètement terminée. Les vins sont le plus souvent vieillie en fûts de chêne.

### Dégustation

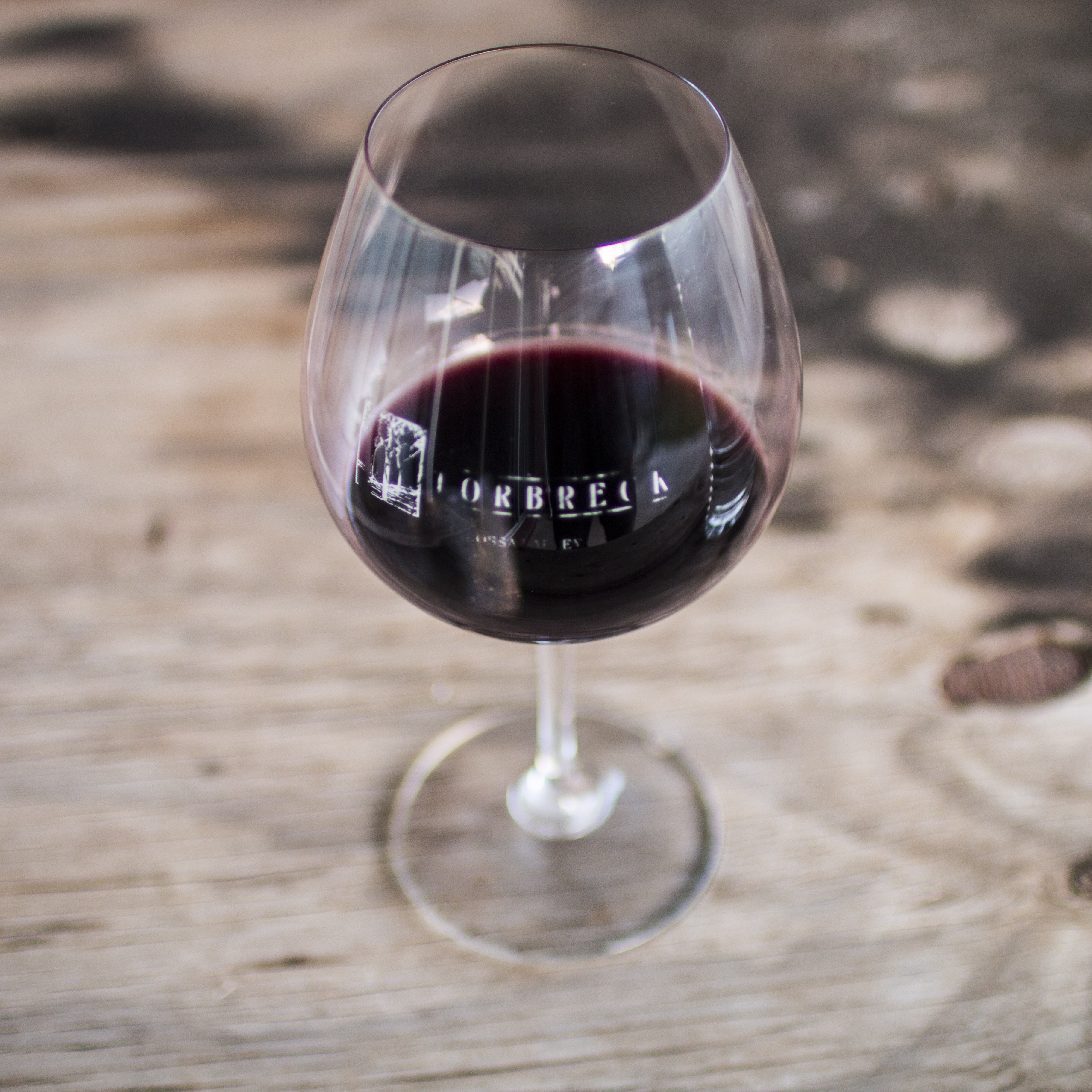
Vin de Syrah, Torbreck.

Le sémillon local présente en dégustation des couleurs dorées, un corps riche et une faible acidité. Traditionnellement fermenté en fût, il est désormais produit aussi en cuves inox. Le chardonnay est souvent sujet à une fermentation malolactique qui produit des vins riches et beurrés.
Pour les cépages rouges, le chêne américain est parfois utilisé, donnant au vin des arômes de bois fraîchement coupé, de noix de coco, de vanille, plus prononcés que pour le chêne français.

## Production

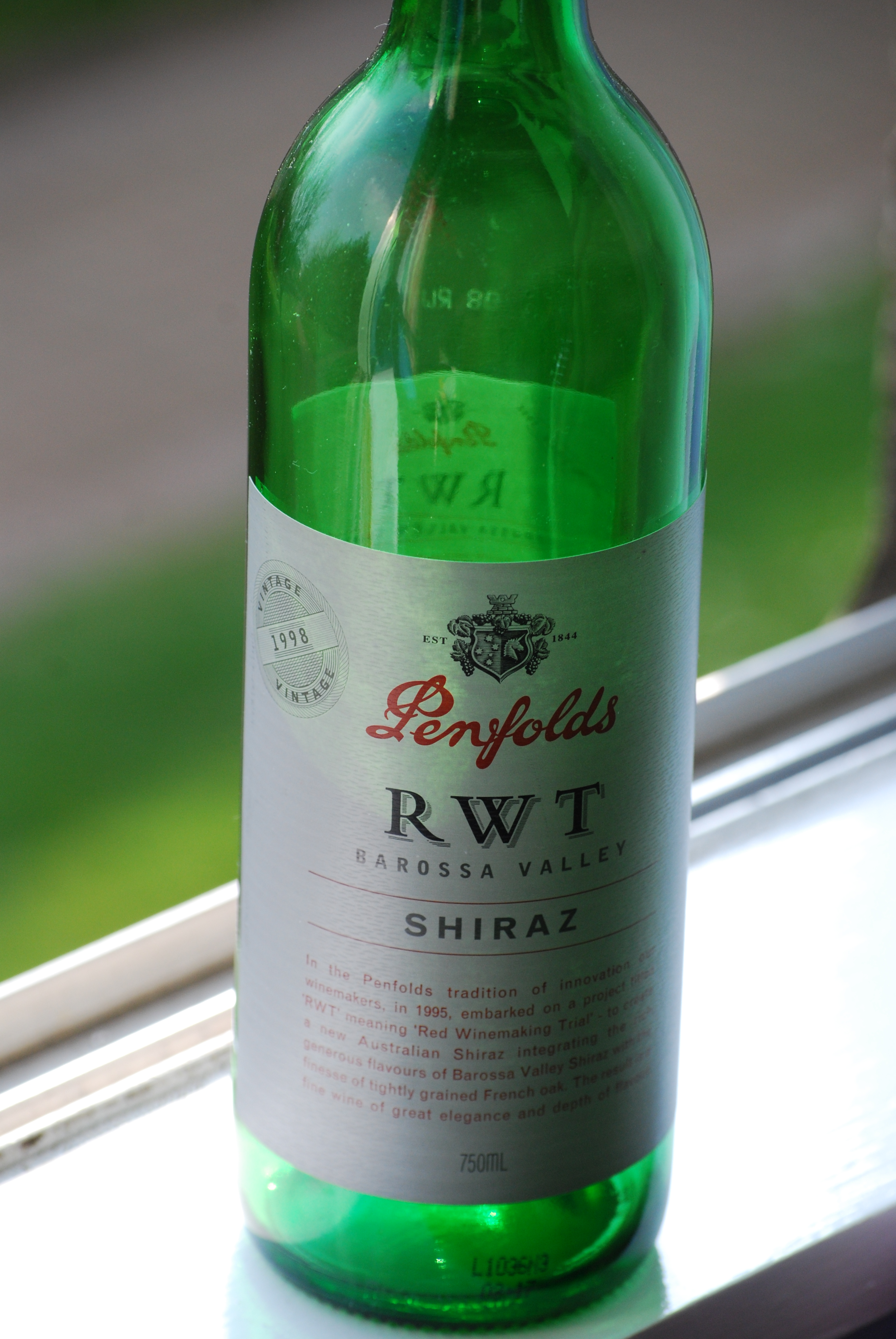
De nombreux vins de syrah réputés en Australie proviennent de la Barossa Valley, tel Penfolds.

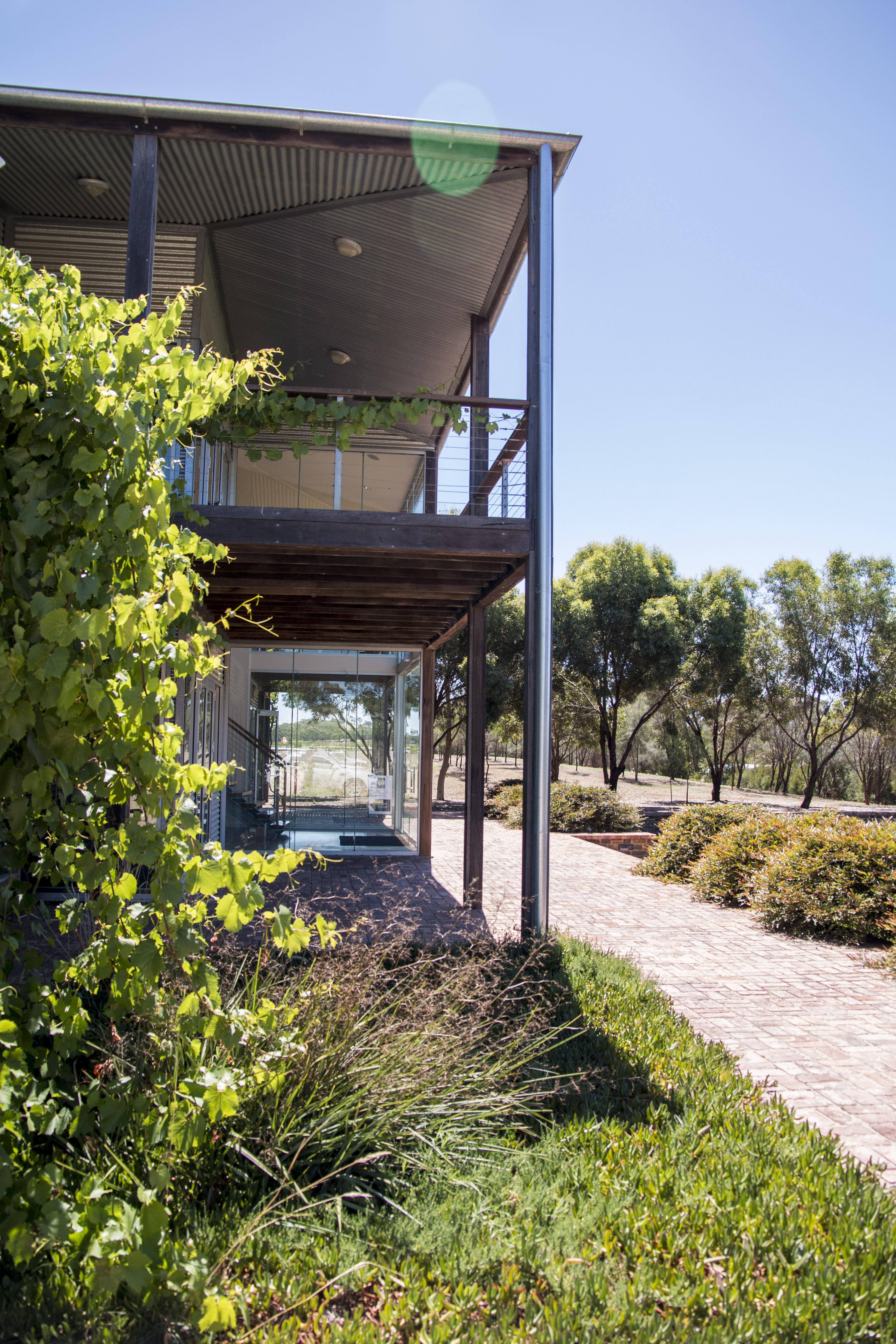
Bureaux de la winery Torbreck.

### Producteurs
- Balthazar of the Barossa
- Barossa Ridge Wine Estates
- Barossa Settlers
- Barossa Valley Estate
- Basedow Wines
- Beer Brothers
- Bethany Wines
- Bucklands Estate Wines
- Burge Family Winemakers
- Cellarmasters
- Charles Cimicky Wines
- Charles Melton Wines
- Chateau Barossa
- Chateau Dorrien
- Chateau Tanunda
- Chateau Yaldara
- Clancy Fuller
- Cockatoo Ridge Wines
- Cooper Burns
- Craneford
- Creed of Barossa
- Dell'uva Wines
- Domain Day
- Dorrien Estate
- Dutschke Wines
- Eighteen Forty-Seven
- Elderton Wines
- First Drop Wines
- Flaxman Wines
- Fox Gordon Wines
- Gibson's Barossa Vale Wines
- Glaetzer Wines
- Glaymond Wines
- Glen Eldon Wines
- Gnadenfrei Estate
- God's Hill Wines
- Gomersal Wines
- Grant Burge Wines
- Greenock Creek Vineyard and Cellars
- Gumpara Wines
- Haan Wines
- Hamilton's Ewell Vineyards
- Harbord Wines
- Hare's Chase
- Hentley Farm
- Heritage Wines
- Hobbs Wines
- Izway Wines
- Jenke Vineyards
- JJ Hahn
- John Duval Wines
- Kabminye Wines
- Kaesler Wines
- Kalleske Wines
- Karra Yerta Wines
- Kassebaum Wines
- Kellermeister Wines
- Kies Family Wines
- Kurtz Family Vineyards
- Langmeil Winery
- LanzThomson Vineyards
- Laughing Jack Wines
- Leo Buring
- Liebichwein
- Limb Vineyards
- Linfield Road Wines
- Loose End Wines
- Lou Miranda Estate
- Mad Dog Wines
- Magpie Estate
- Marschall Groom Cellars
- Massena Vineyards
- McLean's Farm Wines
- Mengler View Wines
- Milhinch Wines
- Miranda - Barossa
- Mt Toolleen (Ebenezer Vineyard)
- Murray Street Vineyards
- Nurihannam Wines (Nuriootpa High School)
- Orlando Wines/Jacob’s Creek
- Paulmara Estate
- Penfolds
- Peter Lehmann Wines
- Pheasant Farm Wines
- RBJ Wines
- Red Nectar Wines
- RedHeads Wine
- Richmond Grove Wines
- Ringland Vintners
- Rockford Wines
- Rocland Estate
- Roehr Wines
- Rosenvale Vineyards
- Ross Estate Wines
- Rusden Wines
- Russell Wines
- Saltram Wine Estates
- Schild Estate Wines
- Schiller Vineyards
- Schubert Estate
- Seppelt Winery
- Sheep’s Back
- Shiralee Wines
- Small Gully Wines
- Smallfry Wines
- Soul Growers
- Spinifex
- St Hallett Wines
- St John's Road
- Stanley Lambert
- Steinborner Family Vineyards
- Stonewell Vineyards
- Tait Wines
- Te-aro Estate
- Teusner
- The Colonial Estate
- The Standish Wine Company
- The Willows Vineyard
- Thorn-Clarke Wines
- Tim Smith Wines
- Torbreck Vintners
- Turkey Flat
- Two Hands Wines
- Veritas Winery
- Viking Wines
- Villa Tinto
- Vinecrest Fine Barossa Wines
- Whistler Wines
- Whitechapel Wines
- Winter Creek
- Wolf Blass
- Yaldara Wines
- Yalumba

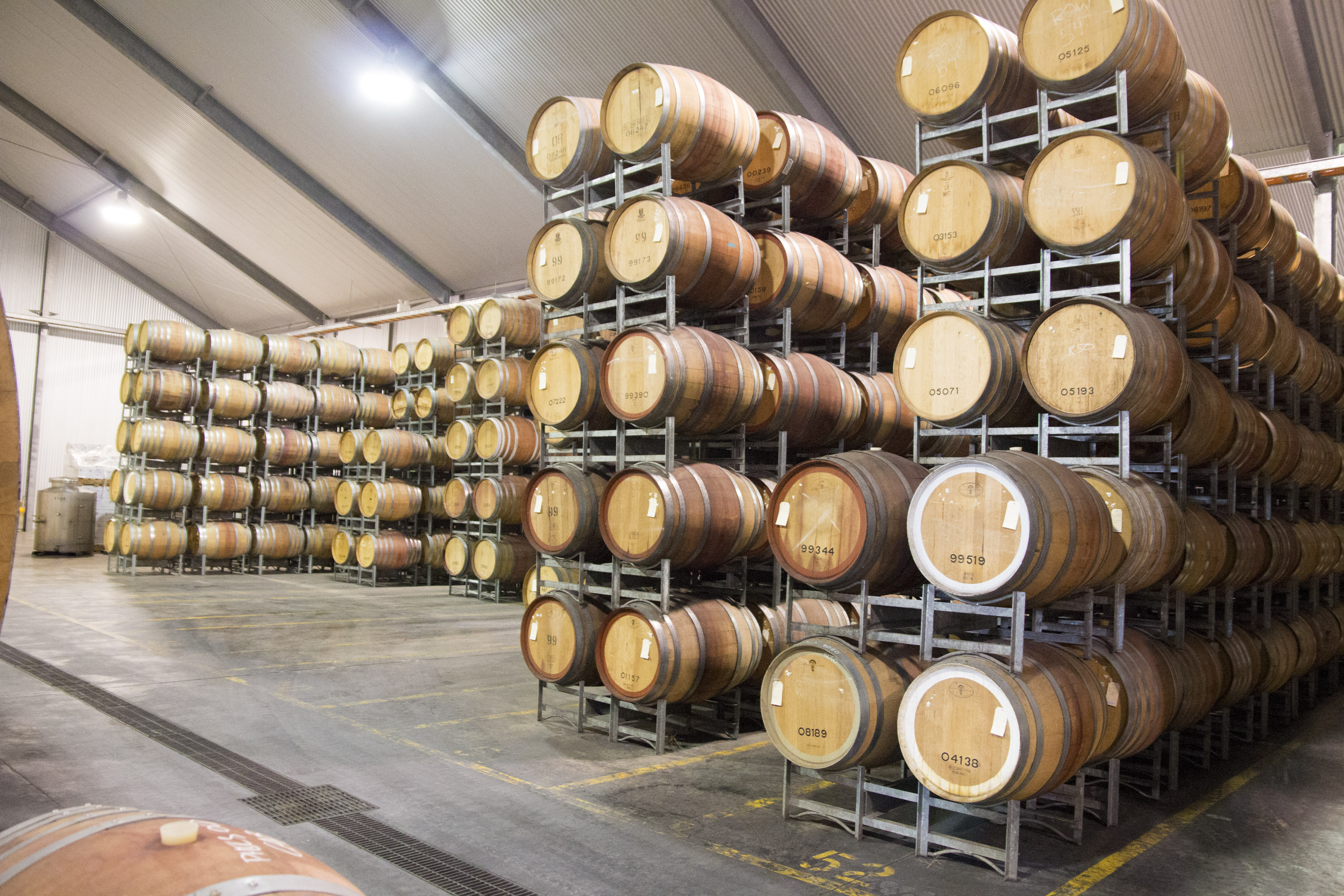
Fûts sur racks, Torbreck.
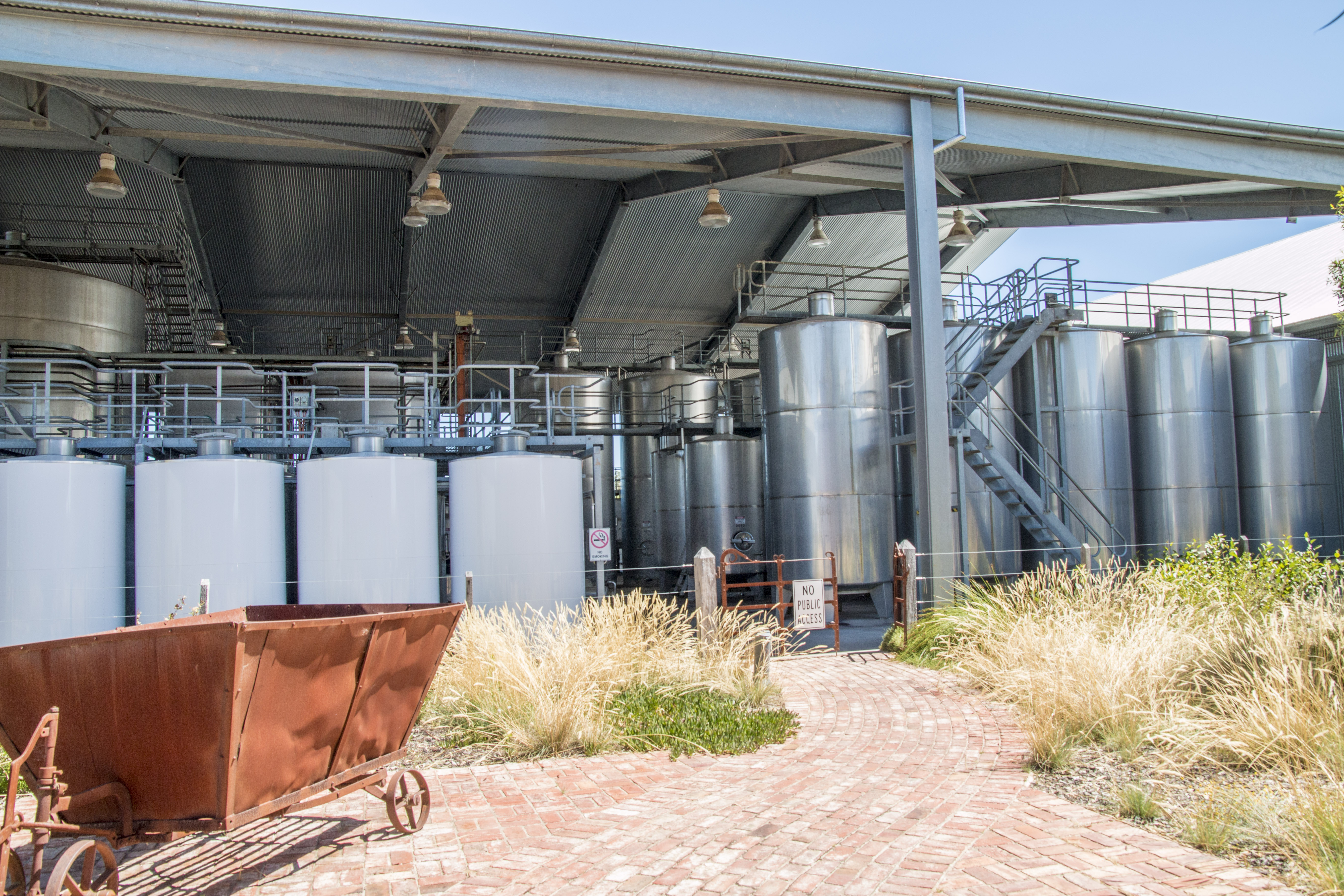
Torbreck Winery.
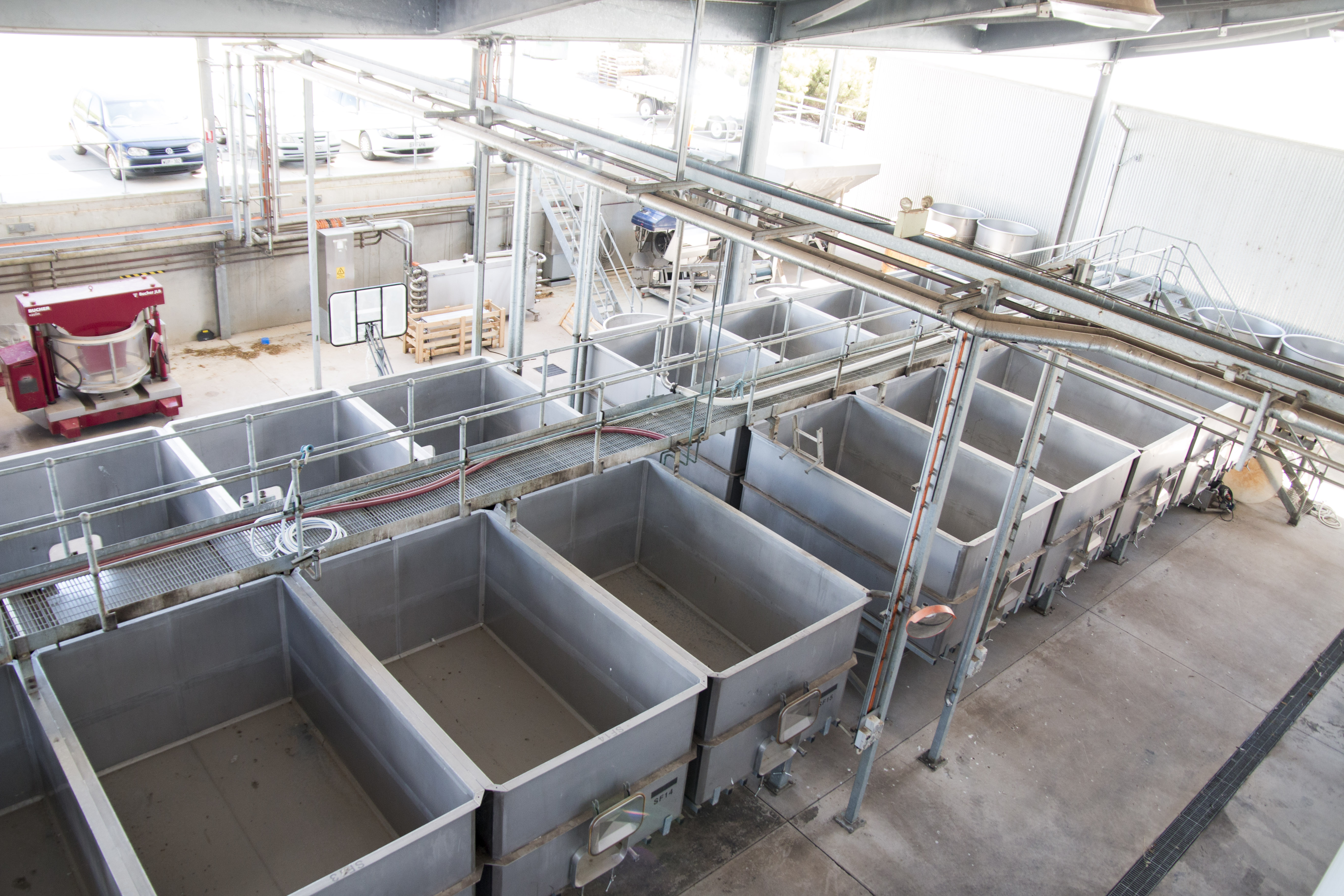
Torbreck Winery.
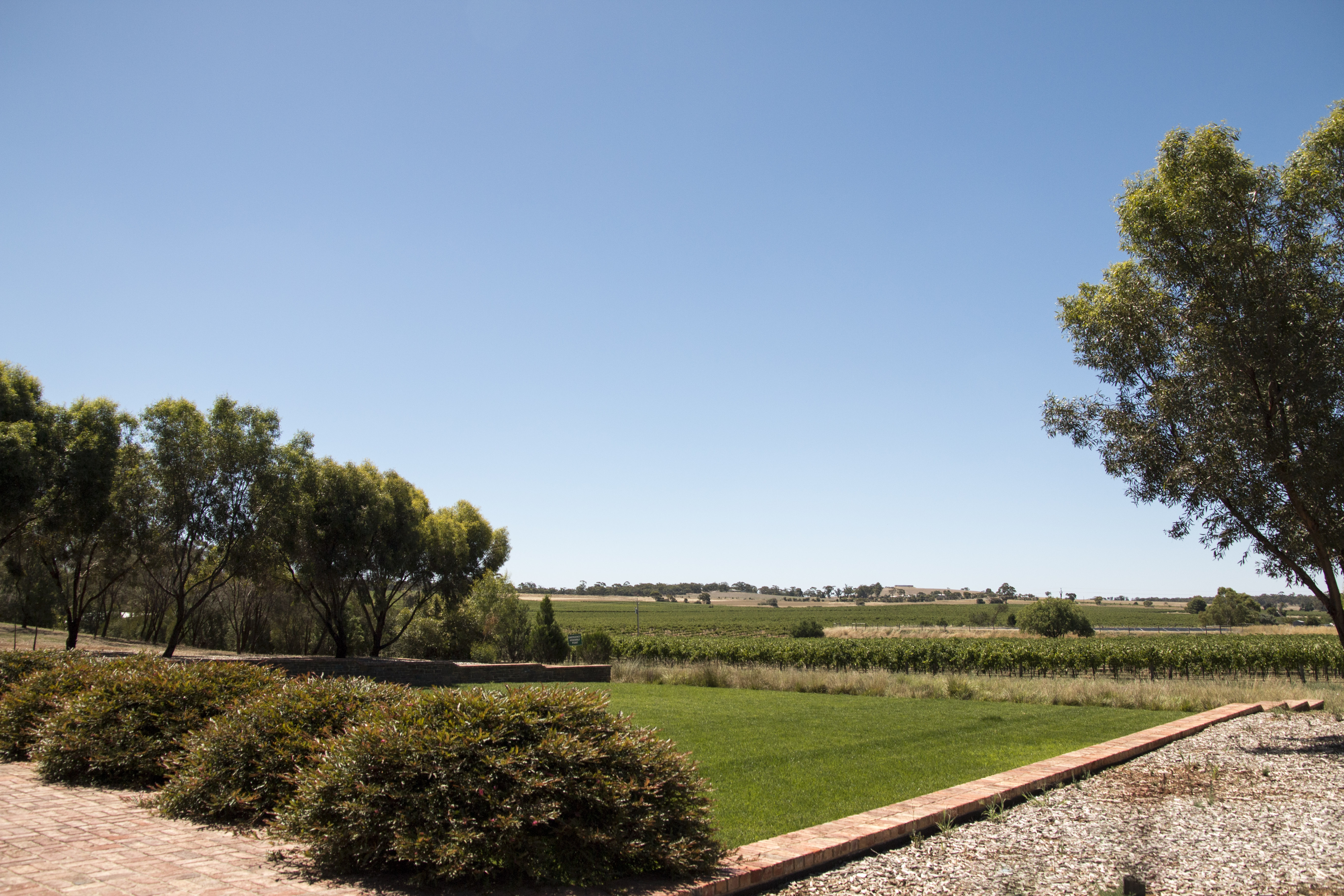
Vue de la winery Torbreck.

## Économie
Plusieurs des grands domaines viticoles australiens ont leur siège ou possèdent des sociétés vinicoles dans la Barossa Valley, cela inclut des domaines tels que Penfolds, Peter Lehmann, Orlando Wines (Jacob's Creek), Seppeltsfield, Rockford, ou Yalumba.
L'industrie vinicole joue un rôle majeur dans la vallée, étant la principale source de revenus et d'emplois dans la région. Une grande superficie de la région est plantée de vignes ; les années impaires, la fête du vin attire de nombreux visiteurs qui profitent de parades, concerts et repas.

### Source
- Terroir de la Barossa Valley.

#### Internet
- Site officiel du vignoble de la Barossa : « The Barossa Grape & Wine Association ».
- Photographies du vignoble et de vinification dans la Barossa Valley.

#### Vidéo
- (en) [vidéo] « The Wines of Barossa Valley » sur GuildSomm, 24 février 2021, 11 min.